# Мата-Пернамбукана (мезорегіон)
Мата-Пернамбукана (порт. Mesorregião da Mata Pernambucana) — адміністративно-статистичний мезорегіон в Бразилії. Один із п'яти мезорегіонів бразильського штату Пернамбуку. Мезорегіон Мата-Пернамбукана утворюється  шляхом об'єднання 43 муніципалітетів в трьох мікрорегіонах. 

## Склад мезорегіону
До складу мезорегіону входять наступні мікрорегіони:
- Віторія-ді-Санту-Антан
- Мата-Мерідіунал-Пернамбукана
- Мата-Сетентріунал-Пернамбукана

| Бразилія | Це незавершена стаття з географії Бразилії. Ви можете допомогти проєкту, виправивши або дописавши її. |